# Eleonore de Ahna

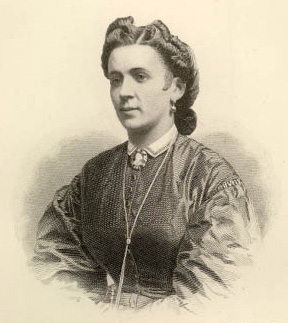
Eleonore de Ahna, Stich von August Weger

Eleonore de Ahna (* 8. Januar 1838 in Wien; † 10. Mai 1865 in Berlin), gelegentlich auch Leonore de Ahna genannt, war eine deutsche Opernsängerin (Sopran/Mezzosopran).

## Leben
Eleonore de Ahna war die Tochter eines bayerischen Oberlieutenants, der später als Fabrikant tätig war. Ihre Mutter war eine geborene Freiin von Odelga. Ihr Bruder war der Violinist Heinrich de Ahna. Ihre Nichte, die Sängerin Pauline de Ahna, heiratete den Komponisten Richard Strauss.
Obwohl Eleonore de Ahna erst nicht vorhatte zum Theater zu gehen, zwang sie die Verschlechterung der Vermögensverhältnisse ihrer Eltern, sich diesem Beruf zuzuwenden. Ihre Gesangsausbildung  erhielt sie bei Eduard Mantius (1806–1874). Sie debütierte am 2. September 1859 an der Königlichen Oper in Berlin in der Titelrolle der Donizetti-Oper Lucrezia Borgia und wurde beim Publikum bald beliebt. Am 1. Januar 1860 erhielt sie ein festes Engagement. Sie gab die Fidès in Meyerbeers Le prophète, die Ortrud in Wagners Lohengrin, die Elisabeth in Tannhäuser und weitere Rollen in Le nozze di Figaro, Don Juan, Rigoletto sowie in Orfeo ed Euridice. Daneben gab sie Gastspiele außerhalb Berlins.
Eleonore de Ahna starb im Alter von 27 Jahren nach einem inneren Leiden, das sie zuerst zu Unterbrechungen ihrer Arbeit zwang, bis sie zuletzt gänzlich der Bühne entzogen war. Sie wurde auf dem Friedhof der St.-Hedwigs-Gemeinde beigesetzt. Ihr Grab ziert ein Marmorengel von Julius Franz.